# バラシリ
バラシリ（モンゴル語: Balaširi, 中国語: 八剌失里、生没年不詳）は、デルゲル・ブカの息子で、モンゴル帝国の皇族。『元史』などの漢文史料では八剌失里（bālàshīlǐ）と記される。

## 概要
クビライの孫でモンゴル高原の統轄を委ねられた晋王カマラの子のデルゲル・ブカの息子として生まれた。デルゲル・ブカは至大4年（1311年）より投下領に因む「湘寧王」という王号を称していたが、至治3年（1323年）に引退して息子のバラシリが「湘寧王」位を継いだ。
伯父に当たるイェスン・テムル（泰定帝）が即位すると、バラシリは近親の王族として重用されるようになる。泰定元年（1324年）3月、イェスン・テムルの長男のアリギバが皇太子に、次男のパドマギャルポが晋王（ジノン＝モンゴル高原の統括者）にそれぞれ任じられ、また甥のバラシリはオルドス高原のチャガン・ノールへ出鎮するよう命じられたが、これはクビライ時代に皇太子チンキム・安西王マンガラ・北平王ノムガンが大元ウルスの「三大王国」をそれぞれ治める体制への回帰（チンキムの立場がアリギバ、マンガラの立場がバラシリ、ノムガンの立場がパドマギャルポにそれぞれ相当する）を目指したものではないかと推測されている。
泰定3年（1326年）正月には一時「ウルス（兀魯思）部（モンゴル高原か？）」に移されたが、同年4月には早くもオルドス方面（「阿難答之地」＝安西王家の旧領）に戻された。同年11月には鈔3000錠を与えられ、泰定4年（1327年）には再びチャガン・ノールへの出鎮を命じられた。
致和元年（1328年）7月、イェスン・テムル・カアンが崩御すると、かねてから晋王カマラ家の支配に不満を抱いていたキプチャク軍閥のエル・テムルが3代前の皇帝カイシャンの子のトク・テムルを擁立して大都にて決起、イェスン・テムルの旧臣たちも皇太子アリギバを上都で擁立し、大都（トク・テムル派）と上都（アリギバ派）の間で「天暦の内乱」が勃発した。
同年（天暦元年）10月、内乱の報せがバラシリの鎮撫する甘粛行省・陝西行省方面に届くと、これらの行省は上都派につくことを表明し、大都派から送られてきた使者を捕らえて上都に送ってしまった。甘粛・陝西方面が上都側についたことにより、バラシリはオングト部当主（趙王）の馬札罕や諸王忽剌台とともに山西地方への侵攻を開始し、冀寧路では多くの吏民が殺され掠奪を受けた。そこで大都側は万人隊長（トゥメン）のコシャン（和尚）にバラシリ軍を撃退するよう命じ、コシャンは民兵を募ってバラシリ軍を迎撃し激戦が繰り広げられたが、最終的に敗れて冀寧路は上都派によって掌握された。
しかし、同月中に上都派は遼東方面から進出してきた斉王オルク・テムルの攻撃によって追い詰められ、上都派の主立った面々は投降して内乱は大都派の勝利に終わった。その数日後、冀寧路から北上して馬邑に至っていたバラシリは元帥イェスデルによって捕らえられ、それまでの戦いで捕虜としていた男女千人も没収された。上都派の敗北によってバラシリの王傅も解体されてしまったものとみられ、同年12月にはバラシリに味方したホルフダら13人が伏誅され、バラシリによる陝西・甘粛方面支配は終わりを告げた。

## 晋王カマラ家
- セチェン・カアン（世祖クビライ）(Qubilai Qaγan ＞忽必烈/hūbìliè, قوبيلاى/Qūbīlāī)
  - 皇太子チンキム(Činkim ＞真金/zhēnjīn, چيم كيم/Chīm kīm)
    - 晋王カマラ(Kammala ＞甘麻剌/gānmálá, كملا/Kamalā)
      - イェスン・テムル・カアン（泰定帝）(Yesün Temür ＞也孫鉄木児/yěsūn tiěmùér, ییسون تیمور/Yīsūn tīmūr)
        - ラキパク・カアン（天順帝）(Razibaγ ＞阿吉里八/ājílǐbā)
        - 晋王パドマギャルポ(Padmargyal po ＞八的麻亦児間卜/bādemáyìérjiānbo)
        - ソセ太子(Söse ＞小薛/xiǎoxuē)
        - ヨンダン・ジャンボ太子(Yondan zhangbu ＞允丹蔵卜/yǔndān zàngbo)

      - 梁王スンシャン(Sungšan ＞松山/sōngshān, جونگشای/jūngšāī)
        - 梁王オンシャン(Ongšan ＞王禅/wángchán)
          - 雲南王テムル・ブカ(Temür buqa ＞帖木児不花/tiěmùérbúhuā)

      - 湘寧王デルゲル・ブカ(Delger buqa ＞迭里哥児不花/diélǐgēér búhuā, دلگربوقا/delger būqā)
        - 湘寧王バラシリ(Balaširi ＞八剌失里/bālàshīlǐ)